# Barbaro44
Barbaro44（バルバロ フォーティーフォー、1979年6月24日 - ）は、日本の男性総合格闘家。富山県富山市出身。クラブ・バーバリアン所属。
リングネームのBarbaroとは野蛮人の意。

## 来歴
2002年から総合格闘技を始めた。
2004年、ブラジル・サンパウロ州のテレレ道場でブラジリアン柔術を学んだ。
2004年10月24日、DEEP初出場となったclub DEEP 7th in 富山 -野蛮人祭り-で白井裕一郎と対戦し、時間切れドローとなった。
2004年12月18日、DEEP 17 IMPACTのフューチャーキングトーナメントに出場、1回戦で潮田健志をKOで破るも、準決勝で帯谷信弘にKO負けを喫した。
2005年9月3日、DEEP 20 IMPACTで行われた3対3の対抗戦「全面対抗戦 DEEP戦士VSGRABAKA」にDEEPの大将として出場。GRABAKAの山崎剛と好勝負を展開するも、バックからのチョークスリーパーを極められタップアウト負け。10月30日、club DEEP 富山 -野蛮人祭り3-でGRABAKAの横田一則と対戦し、1-0の判定ドローとなった。
2006年2月5日、DEEP 23 IMPACTで長岡弘樹と対戦し、2-1の判定勝ちを収めた。
2006年6月18日、club DEEP 富山 -野蛮人祭り4-で小見川道大と対戦し、3-0の判定勝ちを収めた。
2006年12月20日、DEEP 27 IMPACTで行なわれたDEEPライト級王座挑戦者決定戦で横田一則と再戦し、0-2の判定負けを喫した。
2008年8月17日、DEEP 37 IMPACTで菊野克紀と対戦し、パウンドによるTKO負け。12月10日、DEEP 39 IMPACTでは帯谷信弘と4年ぶりに再戦し、パウンドによるTKO負けでリベンジに失敗した。
2010年2月28日、フェザー級転向初戦となったDEEP 46 IMPACTで北田俊亮と対戦し、2-0の判定勝ちを収めた。
2010年5月16日、CLUB DEEP 富山 〜野蛮人祭り8〜で松本晃市郎と対戦し、KO負けを喫した。なお、前日計量で1.2kgオーバーであった。
2011年2月25日、階級をライト級に戻しての復帰戦となったDEEP 52 IMPACTでLUIZと対戦し、試合終了4秒前にパウンドによるTKO勝ちを収めた。
2012年6月24日、引退試合となったDEEP TOYAMA IMPACTでLUIZと再戦し、0-2の判定負けを喫した。

## 戦績

### プロ総合格闘技
| 総合格闘技 戦績 | 総合格闘技 戦績 | 総合格闘技 戦績 | 総合格闘技 戦績 | 総合格闘技 戦績 | 総合格闘技 戦績 | 総合格闘技 戦績 |
| --------------- | --------------- | --------------- | --------------- | --------------- | --------------- | --------------- |
| 33 試合         | (T)KO           | 一本            | 判定            | その他          | 引き分け        | 無効試合        |
| 17 勝           | 10              | 3               | 4               | 0               | 6               | 0               |
| 10 敗           | 4               | 2               | 4               | 0               | 6               | 0               |

| 勝敗 | 対戦相手                     | 試合結果                             | 大会名                                                             | 開催年月日     |
| ×    | LUIZ                         | 5分3R終了 判定0-2                    | DEEP TOYAMA IMPACT 〜野蛮人祭り10〜 Barbaro44引退記念大会          | 2012年6月24日  |
| ○    | 川崎泰博                     | 2R 4:45 TKO（パウンド）              | DEEP CAGE IMPACT 2011 in TOYAMA 〜野蛮人祭り9〜                    | 2011年11月27日 |
| ×    | クォン・アソル               | 5分2R終了 判定0-3                    | DEEP 54 IMPACT                                                     | 2011年10月29日 |
| ○    | LUIZ                         | 2R 4:56 TKO（パウンド）              | DEEP 52 IMPACT                                                     | 2011年2月25日  |
| ×    | 松本晃市郎                   | 1R 1:29 KO（パンチ）                 | CLUB DEEP 富山 〜野蛮人祭り8〜                                     | 2010年5月16日  |
| ○    | 北田俊亮                     | 5分2R終了 判定2-0                    | DEEP 46 IMPACT                                                     | 2010年2月28日  |
| △    | 深見智之                     | 5分2R終了 判定1-0                    | CLUB DEEP 京都                                                     | 2009年11月3日  |
| ○    | フレデリック・フェルナンデス | 2R 3:53 肩固め                       | M-1 Challenge Netherlands 1日目                                    | 2009年8月15日  |
| ○    | 伊藤崇文                     | 2R 4:07 TKO（パウンド）              | DEEP TOYAMA IMPACT                                                 | 2009年6月28日  |
| ×    | 帯谷信弘                     | 2R 2:35 TKO（右ストレート→パウンド） | DEEP 39 IMPACT                                                     | 2008年12月10日 |
| ×    | 菊野克紀                     | 2R 2:34 TKO（右フック→パウンド）     | DEEP 37 IMPACT                                                     | 2008年8月17日  |
| ○    | 梶田高裕                     | 2R 2:59 アームロック                 | club DEEP 富山 -野蛮人祭り7-                                       | 2008年6月1日   |
| △    | 井上誠午                     | 5分2R終了 判定1-0                    | DEEP 34 IMPACT                                                     | 2008年2月22日  |
| ×    | ハン・スーファン             | 5分2R終了 判定0-3                    | DEEP 32 IMPACT                                                     | 2007年10月9日  |
| ○    | 石川真                       | 2R 3:12 TKO（スタンドパンチ連打）    | DEEP 31 IMPACT                                                     | 2007年8月5日   |
| ○    | 梅田恒介                     | 2R 1:07 チョークスリーパー           | club DEEP 富山 -野蛮人祭り6-                                       | 2007年5月13日  |
| ×    | 雷暗暴                       | 3R 3:01 チョークスリーパー           | DEEP 29 IMPACT                                                     | 2007年4月13日  |
| ×    | 横田一則                     | 5分3R終了 判定0-2                    | DEEP 27 IMPACT 【DEEPライト級王座挑戦者決定戦】                    | 2006年12月20日 |
| ○    | キム・ジョンヒョン           | 1R 1:00 TKO（パウンド）              | club DEEP 富山 -野蛮人祭り5-                                       | 2006年11月19日 |
| △    | TAISHO                       | 5分3R終了 判定0-1                    | HEAT 2nd.                                                          | 2006年9月23日  |
| ○    | 小見川道大                   | 5分3R終了 判定3-0                    | club DEEP 富山 -野蛮人祭り4-                                       | 2006年6月18日  |
| ○    | シセロ・コスタ               | 5分2R終了 判定3-0                    | DEEP 24 IMPACT                                                     | 2006年4月11日  |
| ○    | 長岡弘樹                     | 5分2R終了 判定2-1                    | DEEP 23 IMPACT                                                     | 2006年2月5日   |
| △    | 横田一則                     | 5分2R終了 判定1-0                    | club DEEP 富山 -野蛮人祭り3-                                       | 2005年10月30日 |
| ×    | 山崎剛                       | 1R 4:30 チョークスリーパー           | DEEP 20th IMPACT                                                   | 2005年9月3日   |
| ○    | 松下直揮                     | 2R 0:33 TKO（スタンドパンチ）        | DEEP 19th IMPACT                                                   | 2005年7月8日   |
| ○    | 関直喜                       | 1R 3:49 TKO（パンチ連打）            | club DEEP 富山 -野蛮人祭り2-                                       | 2005年5月15日  |
| ○    | 熊谷真尚                     | 2R 0:57 TKO（マウントパンチ）        | DEEP HERO 1                                                        | 2005年4月17日  |
| ○    | 服部謙一                     | 1R 0:30 TKO（パンチ連打）            | 修斗 SHOOTO GIG CENTRAL Vol.7                                      | 2005年3月27日  |
| ×    | 帯谷信弘                     | 1R 1:11 KO（パンチ連打）             | DEEP 17th IMPACT 【フューチャーキングトーナメント -76kg級 準決勝】 | 2004年12月18日 |
| ○    | 潮田健志                     | 1R 2:26 KO（パンチ連打）             | DEEP 17th IMPACT 【フューチャーキングトーナメント -76kg級 1回戦】  | 2004年12月18日 |
| △    | 白井裕一郎                   | 5分2R終了 時間切れ                   | club DEEP 7th in 富山 -野蛮人祭り-                                 | 2004年10月24日 |

### アマチュア総合格闘技
| 勝敗 | 対戦相手 | 試合結果           | 大会名 | 開催年月日   |
| △    | 飛田拓人 | 5分1R終了 時間切れ | ZST.4  | 2003年9月7日 |

### 柔術
| 勝敗 | 対戦相手     | 試合結果                              | 大会名                                                                   | 開催年月日     |
| ×    | タクミ       | 7分終了 ポイント2-2 アドバンテージ0-1 | プロ柔術関西「大阪夏の陣」 【アダルト紫帯レーヴィ級】                    | 2005年6月11日  |
| ×    | TAISHO       | 判定                                  | シュートボクシング「Inspire-S- vol.2」 【柔術4人賞金トーナメント 決勝】  | 2004年10月11日 |
| ○    | ホドリコ大西 | 5:50 アームロック                     | シュートボクシング「Inspire-S- vol.2」 【柔術4人賞金トーナメント 1回戦】 | 2004年10月11日 |